# Charnay (Doubs)
Cet article possède un paronyme, voir Marnay.
Pour les articles homonymes, voir Charnay.
Charnay est une commune française située dans le département du Doubs, la région culturelle et historique de Franche-Comté et la région administrative Bourgogne-Franche-Comté.
Ses habitants se nomment les Chanettiers et Chanettières.

## Géographie

### Climat
Pour des articles plus généraux, voir Climat de la Bourgogne-Franche-Comté et Climat du Doubs.
En 2010, le climat de la commune est de type climat de montagne, selon une étude du Centre national de la recherche scientifique s'appuyant sur une série de données couvrant la période 1971-2000. En 2020, Météo-France publie une typologie des climats de la France métropolitaine dans laquelle la commune est exposée à un climat semi-continental et est dans la région climatique Jura, caractérisée par une forte pluviométrie en toutes saisons (1 000 à 1 500 mm/an), des hivers rigoureux et un ensoleillement médiocre.
Pour la période 1971-2000, la température annuelle moyenne est de 10,2 °C, avec une amplitude thermique annuelle de 17 °C. Le cumul annuel moyen de précipitations est de 1 214 mm, avec 13,4 jours de précipitations en janvier et 9,6 jours en juillet. Pour la période 1991-2020, la température moyenne annuelle observée sur la station météorologique de Météo-France la plus proche, « Dannemarie-sur-Crète », dans la commune de Dannemarie-sur-Crète à 11 km à vol d'oiseau, est de 11,3 °C et le cumul annuel moyen de précipitations est de 1 066,6 mm. 
La température maximale relevée sur cette station est de 39,9 °C, atteinte le 25 juillet 2019 ; la température minimale est de −22 °C, atteinte le 9 janvier 1985,,.
Les paramètres climatiques de la commune ont été estimés pour le milieu du siècle (2041-2070) selon différents scénarios d'émission de gaz à effet de serre à partir des nouvelles projections climatiques de référence DRIAS-2020. Ils sont consultables sur un site dédié publié par Météo-France en novembre 2022.

## Urbanisme

### Typologie
Au 1er janvier 2024, Charnay est catégorisée commune rurale à habitat dispersé, selon la nouvelle grille communale de densité à 7 niveaux définie par l'Insee en 2022.
Elle est située hors unité urbaine. Par ailleurs la commune fait partie de l'aire d'attraction de Besançon, dont elle est une commune de la couronne,. Cette aire, qui regroupe 310 communes, est catégorisée dans les aires de 200 000 à moins de 700 000 habitants,.

### Occupation des sols
L'occupation des sols de la commune, telle qu'elle ressort de la base de données européenne d’occupation biophysique des sols Corine Land Cover (CLC), est marquée par l'importance des territoires agricoles (45,5 % en 2018), en diminution par rapport à 1990 (55,4 %). La répartition détaillée en 2018 est la suivante : 
forêts (44,2 %), zones agricoles hétérogènes (42,8 %), zones urbanisées (10,4 %), prairies (2,7 %). L'évolution de l’occupation des sols de la commune et de ses infrastructures peut être observée sur les différentes représentations cartographiques du territoire : la carte de Cassini (XVIIIe siècle), la carte d'état-major (1820-1866) et les cartes ou photos aériennes de l'IGN pour la période actuelle (1950 à aujourd'hui).

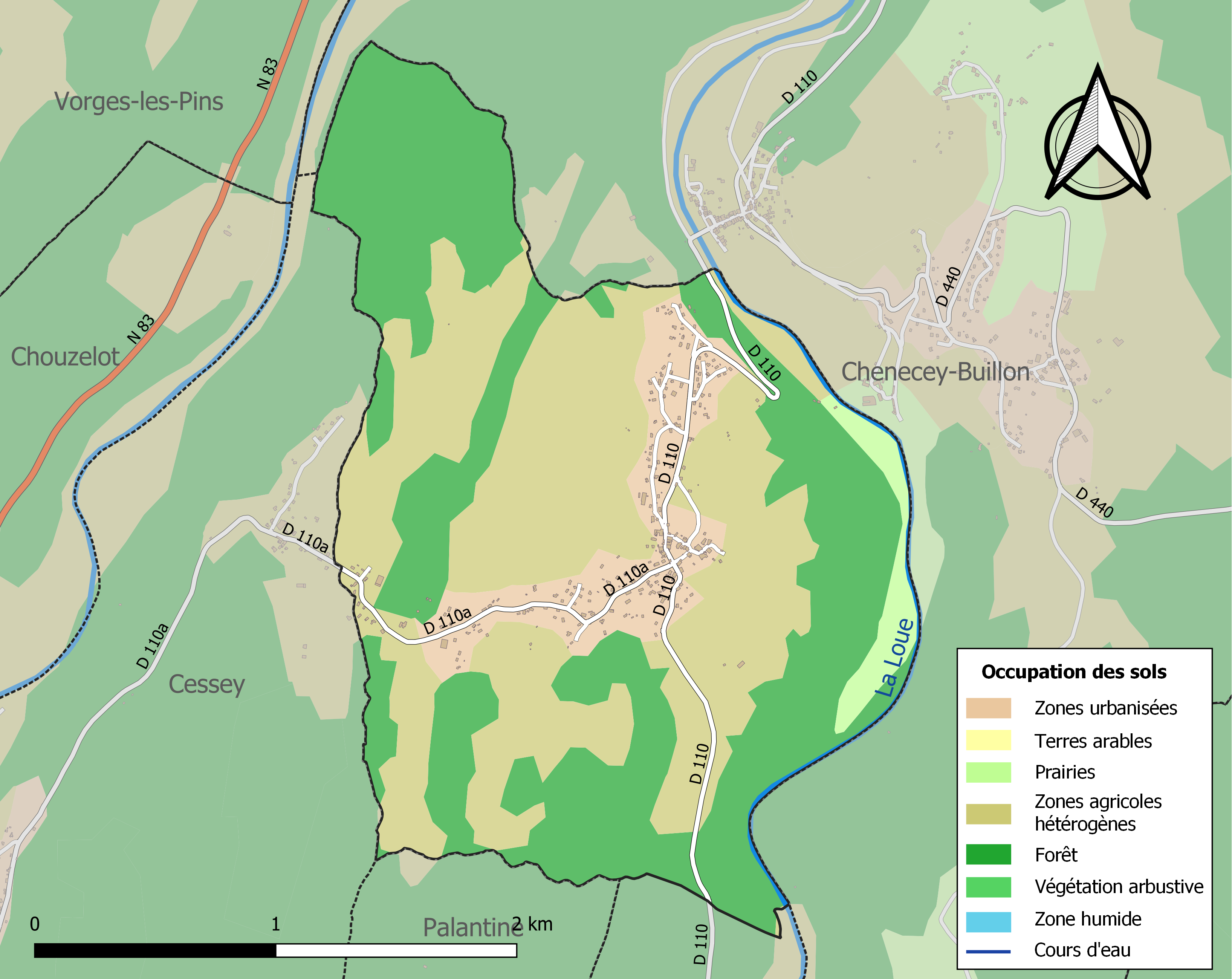
Carte des infrastructures et de l'occupation des sols de la commune en 2018 (CLC).

## Toponymie
Charnoy en 1276 ; Cherney, Charnoy en 1283 ; Charnoy depuis 1287.

## Politique et administration
| Période                                  | Période                     | Identité                                              | Étiquette | Qualité         |
| ---------------------------------------- | --------------------------- | ----------------------------------------------------- | --------- | --------------- |
| Les données manquantes sont à compléter. |                             |                                                       |           |                 |
| 1995                                     |                             | Yvette Boillot                                        |           |                 |
| mars 2001                                | 2014                        | Roger Gauthier                                        | SE        |                 |
| mars 2014                                | En cours (au 1er juin 2020) | Jean-Claude Stadelmann Réélu pour le mandat 2020-2026 | SE        | Cadre supérieur |

## Démographie
L'évolution du nombre d'habitants est connue à travers les recensements de la population effectués dans la commune depuis 1793. Pour les communes de moins de 10 000 habitants, une enquête de recensement portant sur toute la population est réalisée tous les cinq ans, les populations de référence des années intermédiaires étant quant à elles estimées par interpolation ou extrapolation. Pour la commune, le premier recensement exhaustif entrant dans le cadre du nouveau dispositif a été réalisé en 2007.

En 2022, la commune comptait 471 habitants, en évolution de −1,05 % par rapport à 2016 (Doubs : +1,88 %, France hors Mayotte : +2,11 %).
| 1793 | 1800 | 1806 | 1821 | 1831 | 1836 | 1841 | 1846 | 1851 |
| ---- | ---- | ---- | ---- | ---- | ---- | ---- | ---- | ---- |
| 160  | 180  | 169  | 197  | 213  | 224  | 233  | 256  | 243  |

| 1856 | 1861 | 1866 | 1872 | 1876 | 1881 | 1886 | 1891 | 1896 |
| ---- | ---- | ---- | ---- | ---- | ---- | ---- | ---- | ---- |
| 213  | 172  | 169  | 143  | 140  | 135  | 139  | 110  | 103  |

| 1901 | 1906 | 1911 | 1921 | 1926 | 1931 | 1936 | 1946 | 1954 |
| ---- | ---- | ---- | ---- | ---- | ---- | ---- | ---- | ---- |
| 104  | 107  | 95   | 85   | 87   | 80   | 68   | 79   | 73   |

| 1962 | 1968 | 1975 | 1982 | 1990 | 1999 | 2006 | 2007 | 2012 |
| ---- | ---- | ---- | ---- | ---- | ---- | ---- | ---- | ---- |
| 79   | 85   | 197  | 381  | 421  | 429  | 438  | 439  | 471  |

| 2017 | 2022 | - | - | - | - | - | - | - |
| ---- | ---- | - | - | - | - | - | - | - |
| 474  | 471  | - | - | - | - | - | - | - |

## Économie
Charnay a été un village essentiellement tourné vers l'agriculture et l'exploitation de la forêt. Plusieurs générations de la famille Painblanc se sont spécialisées dans le commerce du bois de chauffage notamment. Cette famille fournissait bon nombre de boulangeries, d'administrations bisontines (tribunal, rectorat, lycées…), ainsi que de particuliers. Les livraisons s'effectuant à l'aide de charrettes attelées à des chevaux, puis en camion.
Actuellement, la majorité des habitants travaillent à Besançon. Il reste deux fermes dans la commune, et quelques artisans. L'école communale s'est largement agrandie et accueille des enfants des villages avoisinants. Des navettes de bus amènent des autres villages une partie de la centaine d'enfants scolarisés.

## Culture locale et patrimoine

### Lieux et monuments
Début 2017, la commune est « réputée sans clochers ».
Les vieilles fermes, d'une architecture simple, dénotent le caractère utilitaire de ces constructions. Plusieurs de ces fermes se trouvent de chaque côté de la route principale. Les portes de granges ainsi que les portes d'écuries sont souvent les seuls accès donnant sur l'axe de circulation. Pour accéder au logis, les personnes passaient par l'écurie ou contournaient la maison.

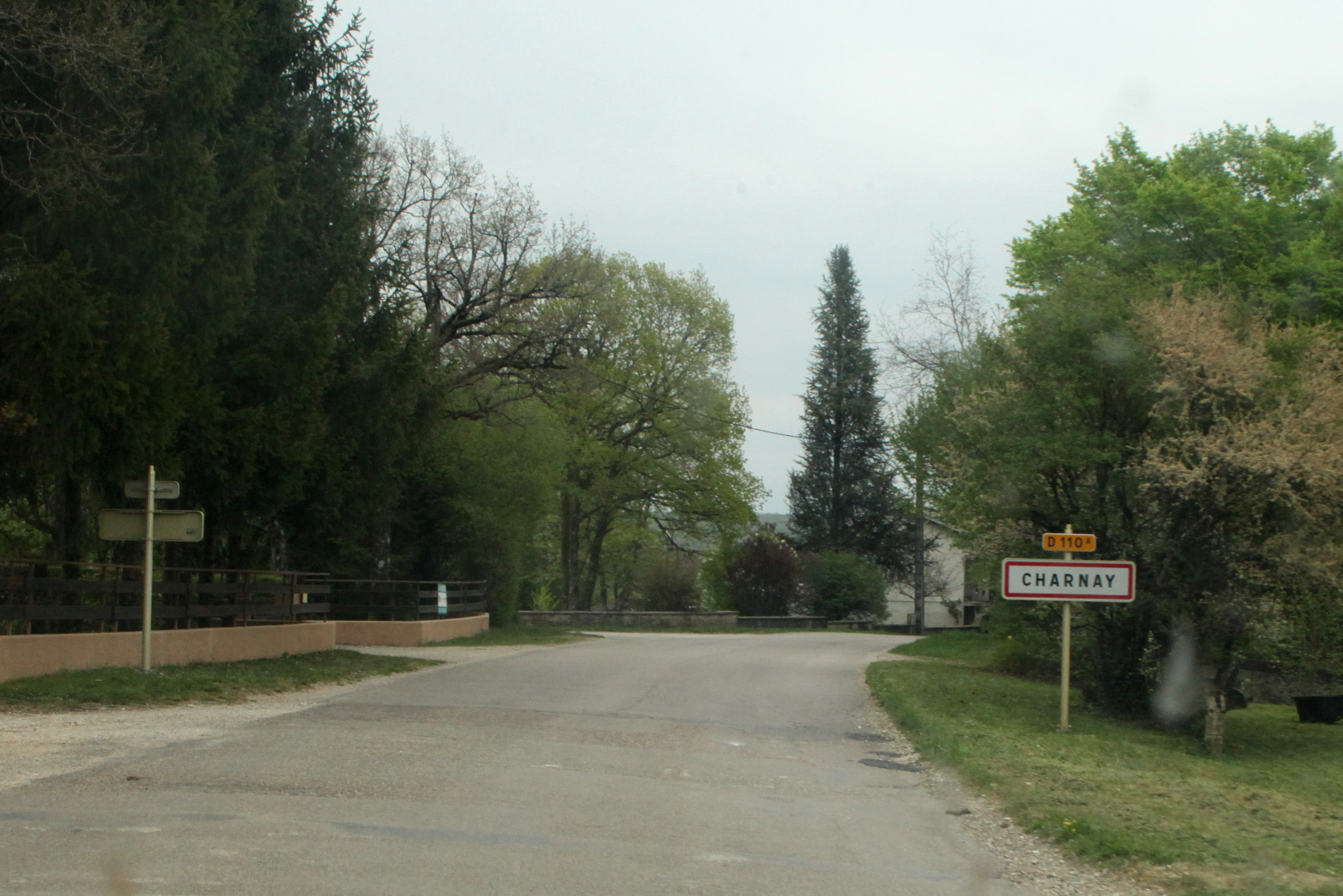
Entrée de Charnay.
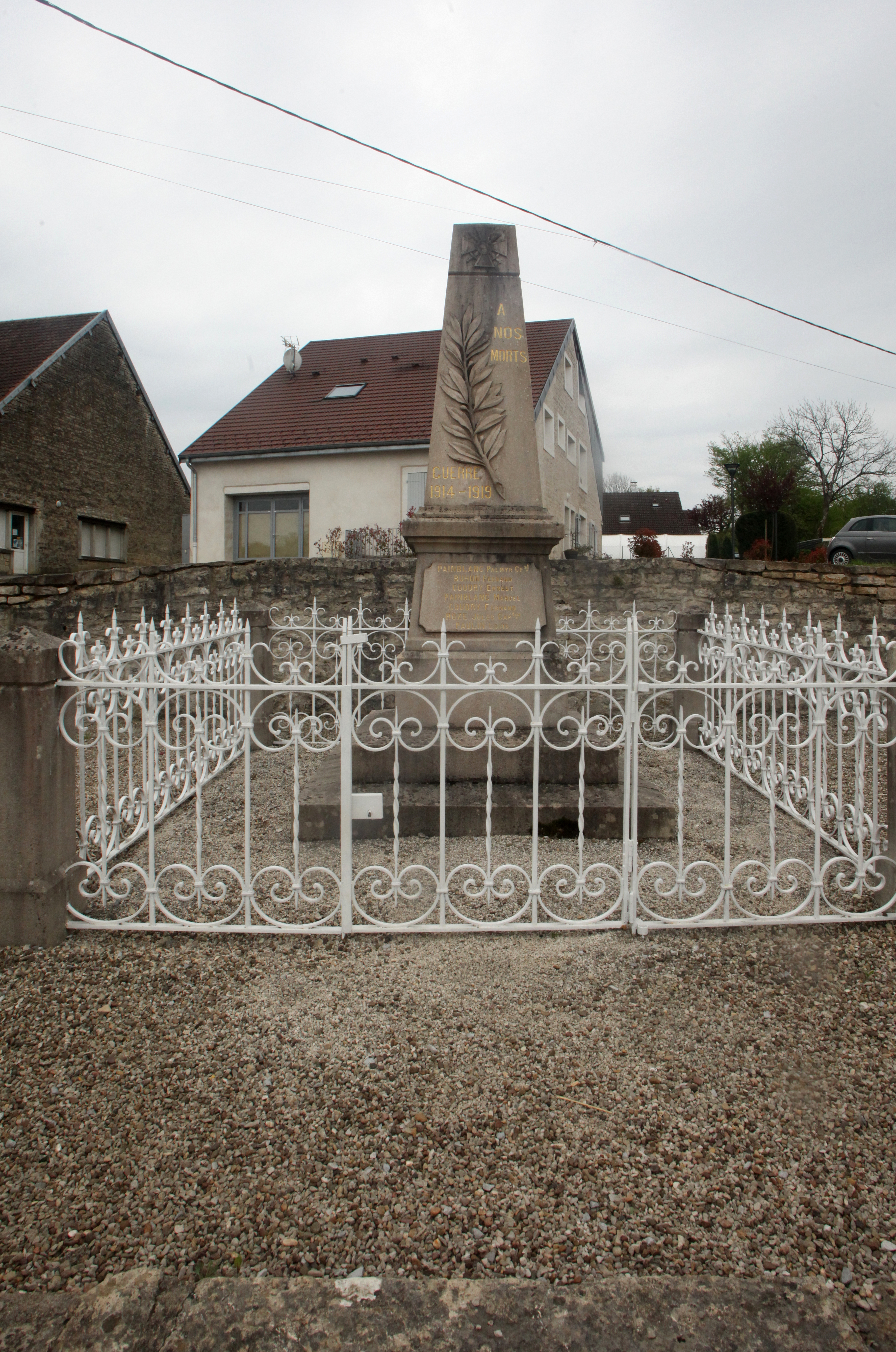
Monument aux morts.

### Personnalités liées à la commune
Jean Druot, né à Charnay le 19 septembre 1769, décédé à  Besançon  en 1853, colonel du 149e régiment de ligne, commandant en Saxe, blessé à Waterloo, baron de l'Empire, commandeur de la Légion d'honneur, chevalier de Saint-Louis, fils de François Druot, laboureur.